# Cheryl Bridges
Cheryl Bridges-Treworgy, ameriška atletinja, * 25. december 1947, Indiana, ZDA.
Ni nastopila na poletnih olimpijskih igrah. Leta 1971 je osvojila Maraton Culver Cityja. 5. december 1971 je postavila svetovni rekord v maratonu, ki ga je držala dve leti.
| Rekordi                 | Rekordi                                                            | Rekordi                   |
| ----------------------- | ------------------------------------------------------------------ | ------------------------- |
| Predhodnik: Beth Bonner | Svetovna rekorderka v maratonu 5. december 1971 – 2. december 1973 | Naslednik: Michiko Gorman |